# Привреда Аустрије
Аустрија је једна од 14 најбогатијих земаља у свету по БДП-у (бруто домаћи производ) по глави становника, има развијену социјалну тржишну економију и висок животни стандард. До 1980-их, многе од највећих аустријских индустријских фирми су национализоване; последњих година, међутим, приватизација је смањила државне фондове на ниво који је упоредив са другим европским економијама. Синдикати су посебно јаки у Аустрији и имају велики утицај на политику рада. Поред високо развијене индустрије, међународни туризам је најважнији део националне економије.
Немачка је историјски била главни трговински партнер Аустрије, чинећи је осетљивом на брзе промене у немачкој економији. Међутим, пошто је Аустрија постала чланица Европске уније, она је стекла ближе везе с другим економијама Европске уније, смањујући своју економску зависност од Немачке. Поред тога, чланство у ЕУ привукло је прилив страних инвеститора које је привукао приступ Аустрије јединственом европском тржишту и близина економијама које теже Европској унији. Раст БДП-а се убрзао посљедњих година и достигао је 3,3% у 2006.
Аустрија је 2004. године била четврта најбогатија земља у оквиру Европске уније, која је имала БДП по глави становника од око 27,666 €, са Луксембургом, Ирском и Холандијом.
Беч је рангиран као пети најбогатији регион у Европи са БДП-ом од 38,632 € по глави становника, одмах иза региона Лондона, Луксембурга, Брисела и Хамбурга.
Раст је био стабилан у периоду од 2002. до 2006. године који се кретао између 1 и 3,3%. Након што је достигао 0% у 2013. години, раст се мало повећао и од 2016. године износи 1,5%.

## Историја
Још од завршетка Другог светског рата Аустрија је постигла одрживи економски раст. У великим успонима 1950-их, напори за обнову Аустрије довели су до просечне годишње стопе раста од више од 5% у реалним износима и у просеку су износиле око четири пет посто кроз већину 1960-их. Након умереног раста реалног БДП-а од 1,7%, 2% и 1,2%, у 1995., 1996. и 1997. години, економија се опоравила и са реалном експанзијом БДП-а од 2,9% у 1998. и 2,2% у 1999. години.
Аустрија је постала чланица ЕУ 1. јануара 1995. Чланство је донело економске користи и изазове и привукло је прилив страних инвеститора које је Аустрија привукла приступу јединственом европском тржишту. Аустрија је такођер остварила напредак у општем повећању међународне конкурентности. Као чланица економске и монетарне уније Европске уније, аустријска економија је блиско повезана са другим земљама чланицама ЕУ, посебно са Немачком. 1. јануара 1999. Аустрија је увела нову валуту евра у сврхе рачуноводства. У јануару 2002. године уведене су евро новчанице и кованице, замењујући аустријски шилинг.

## Валута
У Аустрији се евро појављује у 1999. години, међутим све аустријске кованице евра уведене су 2002. године. За аустријске кованице одабрано је осам различитих дизајна, по једној номиналној вредности. 2007. године, да би усвојила нову заједничку мапу као и остале земље еврозоне, Аустрија је променила заједничку страну својих кованица.
Пре усвајања евра 2002. године, Аустрија је задржала коришћење аустријског шилинга који је први пут успостављен у децембру 1924. године. Шилинг је укинут након Аншлуса 1938. године и поново уведен након завршетка Другог светског рата у новембру 1945. године.
Аустрија има једну од најбогатијих колекција сакупљачких кованица у еврозони, с номиналном вредношћу од 10 до 100 еура (иако је кованица од 100.000 еура била изузетно кована 2004. године). Ови новчићи су наслеђе старе националне праксе ковања сребрних и златних новчића. Ове кованице нису законско средство плаћања у целој еврозони. На пример, аустријски комеморативни ковани новац од 5 еура не може се користити ни у једној другој земљи.

## Приватизација, учешће државе и кретање радне снаге
Многе највеће фирме су прешле у државну својину у раном послератном периоду како би их заштитили од совјетског преузимања као ратне репарације. Дуги низ година влада и конгломерат у државним индустријама имали су веома важну улогу у аустријској економији. Међутим, почевши од раних деведесетих, државне фирме су почеле да функционишу углавном као приватни бизнис а велики број ових фирми је у потпуности или делимично приватизован. Иако је приватизација владе у протеклим годинама била веома успешна, она и даље управља неким фирмама, државним монополима, комуналијама и услугама. Нова влада представила је амбициозан програм приватизације, који ће, уколико се имплементира, значајно смањити учешће владе у економији. Аустрија има добро развијену индустрију, банкарство, транспорт, услуге и комерцијалне објекте.
Аустрија има снажан раднички покрет. Аустријска федерација синдиката (ОГБ) састоји се од конститутивних синдиката са укупним чланством од око 1,5 милиона - више од половине запослених у земљи и иностранству. Од 1945. године, ОГБ је водио умерену политику плата која је оријентисана на консензус, сарађујући са индустријом, пољопривредом и владом на широком спектру социјалних и економских питања у такозваном "социјалном партнерству" Аустрије. ОГБ се често противила програму Шиселове владе за консолидацију буџета, социјалну реформу и побољшање пословне климе.

## Сектори
Аустријске фарме, као и оне у другим западноевропским планинским земљама, су мале и фрагментиране а производња је релативно скупа. Од када је Аустрија постала чланица ЕУ 1995. године, аустријски пољопривредни сектор пролази кроз значајне реформе у оквиру Заједничке пољопривредне политике ЕУ. Иако пољопривредници у Аустрији обезбеђују око 80% домаћих потреба за храном, допринос пољопривреде бруто домаћем производу (БДП) опао је од 1950. до мање од 3%.
Иако су неке индустрије глобални конкуренти, као што су неколико фабрика железа и челика, хемијска постројења и нафтне корпорације које су велика индустријска предузећа која запошљавају хиљаде људи, већина индустријских и комерцијалних предузећа у Аустрији је релативно мала на међународном нивоу.
Најважнији за Аустрију је услужни сектор који ствара огромну већину аустријског БДП-а. Беч је израстао у метрополу за финансије и консалтинг и последњих деценија је отворио врата ка Истоку. Бечке адвокатске канцеларије и банке су међу водећим корпорацијама у пословању са новим чланицама ЕУ. Туризам је веома важан за аустријску економију, што чини око 10% аустријског БДП-а. Године 2001. Аустрија је била десета најпосјећенија земља на свету са преко 18,2 милиона туриста. Раније је овај сектор аустријске економије био веома зависан до немачке економије. Међутим, недавни догађаји донели су промене, поготово зато што су зимска скијалишта као што су Арлберг или Кицбил све више посећена од стране источних Европљана, Руса и Американаца.

## Здравствени систем
Здравство у Аустрији је универзално за становнике Аустрије, као и за оне из других земаља ЕУ. Студенти из земље ЕУ или Швајцарске са националним здравственим осигурањем у својој земљи могу користити Европску картицу здравственог осигурања. Самоосигурани студенти морају плаћати накнаду за осигурање у износу од 52,68 еура месечно.
Упис у јавни здравствени систем је углавном аутоматизован и повезан је са запошљавањем, али осигурање је такође загарантовано суосигураним лицима (тј. супружницима и издржаваним лицима), пензионерима, студентима, инвалидима и онима који примају бенефиције. Упис је обавезан и није могуће вршити међусобну трговину различитих институција социјалног осигурања. Послодавци региструју своје запослене у одговарајућој институцији и одбијају порез за здравствено осигурање од плата запослених. Неки људи, као што су самозапослени, нису аутоматски уписани, али имају право да се упишу у систем јавног здравственог осигурања. Трошкови јавног осигурања се заснивају на дохотку и не односе се на индивидуалну историју болести или факторе ризика.
Болнице и клинике могу бити у државном или приватном власништву. Аустрија има релативно велику густину болница и лекара. У 2011. години било је 4.7 лекара на 1000 људи, што је нешто више од просека за Европу. Аустрија има највише акутне бриге на 100 становника у Европи, а просечни боравак у болници износи 6,6 дана у поређењу са просеком ЕУ од 6.

## Трговина
Трговина са другим земљама ЕУ чини скоро 66% аустријског увоза и извоза. Ширење трговине и инвестиција на тржиштима у развоју у централној и источној Европи је главни елемент аустријске економске активности. Трговина са овим земљама чини скоро 14% аустријског увоза и извоза, а аустријске фирме имају значајна улагања и настављају да у ове земље преусмеравају радно интензивну, ниско технолошку производњу. Иако је велики инвестициони бум опао, Аустрија и даље има потенцијал да привуче фирме из ЕУ које траже једноставан приступ овим тржиштима у развоју.

## Спајања и аквизиције
Компаније и инвеститори из Аустрије су активни у спајањима и аквизицијама (М&А). Од 1991. године објављено је више од 7.183 трансакција спајања и преузимања са познатом укупном вредношћу од 261,6 милијарди евра. У 2017. години, више од 245 се бави укупном вредношћу од преко 12,9 милијарди евра. Они нису само активни у националним пословима, већ и као важни инвеститори у прекограничним спајањима и спајањима у иностранству, а Немачка је најважнији партнер. До сада су аустријске компаније купиле 854 немачке компаније.
Индустрија са највећом активностима спајања и преузимања у Аустрији у смислу трансакцијске вредности била је финансијски сектор.

## Економске прилике
Следећа табела показује економске прилике од 1980–2018. Инфлација испод 2% је означена зеленом бојом.
| Година | БДП (у милијардама евра) | БДП по становнику (евро) | БДП раст | Инфлација (у процентима) | Незапосленост (у процентима) | Дуг Владе (у % БДП-а) |
| ------ | ------------------------ | ------------------------ | -------- | ------------------------ | ---------------------------- | --------------------- |
| 1980   | 76.0                     | 10.076                   | 2.3%     | 6.3%                     | 1.6%                         | n/a                   |
| 1981   | 80.9                     | 10,705                   | −0.1%    | 6.8%                     | 2.2%                         | n/a                   |
| 1982   | 86.3                     | 11,477                   | 1.9%     | 5.4%                     | 3.1%                         | n/a                   |
| 1983   | 92.5                     | 12,266                   | 2.8%     | 3.3%                     | 3.7%                         | n/a                   |
| 1984   | 97.1                     | 12,875                   | 0.3%     | 5.7%                     | 3.8%                         | n/a                   |
| 1985   | 102.4                    | 13,561                   | 2.2%     | 3.2%                     | 3.6%                         | n/a                   |
| 1986   | 107.6                    | 14,240                   | 2.3%     | 1.7%                     | 3.1%                         | n/a                   |
| 1987   | 111.7                    | 14,765                   | 1.7%     | 1.4%                     | 3.8%                         | n/a                   |
| 1988   | 119.6                    | 15,789                   | 1.0%     | 1.9%                     | 2.7%                         | 57.5%                 |
| 1989   | 128.0                    | 16,849                   | 3.9%     | 2.2%                     | 2.3%                         | 56.3%                 |
| 1990   | 137.5                    | 17,989                   | 4.3%     | 2.8%                     | 2.7%                         | 55.9%                 |
| 1991   | 147.4                    | 19,121                   | 3.4%     | 3.1%                     | 3.2%                         | 56.1%                 |
| 1992   | 155,8                    | 19.972                   | 2,0%     | 3,4%                     | 3,3%                         | 56,0%                 |
| 1993   | 160.9                    | 20,412                   | 0.5%     | 3.2%                     | 4.0%                         | 60.6%                 |
| 1994   | 168.9                    | 21,305                   | 2.4%     | 2.7%                     | 3.9%                         | 63.7%                 |
| 1995   | 176.6                    | 22,216                   | 2.7%     | 1.6%                     | 4.2%                         | 67.9%                 |
| 1996   | 182.5                    | 22,935                   | 2.4%     | 1.8%                     | 4.7%                         | 67.8%                 |
| 1997   | 188.7                    | 23,685                   | 1.9%     | 1.2%                     | 4.8%                         | 63.1%                 |
| 1998   | 196.3                    | 24,615                   | 3.6%     | 0.8%                     | 4.7%                         | 68.8%                 |
| 1999   | 203.9                    | 25,506                   | 3.6%     | 0.5%                     | 4.1%                         | 61.1%                 |
| 2000   | 213.6                    | 26,662                   | 3.4%     | 2.0%                     | 3.9%                         | 65.7%                 |
| 2001   | 220.5                    | 27,420                   | 1.3%     | 2.3%                     | 4.0%                         | 66.4%                 |
| 2002   | 226.7                    | 28,054                   | 1.7%     | 4.4%                     | 4.4%                         | 67.0%                 |
| 2003   | 231.9                    | 28,561                   | 0.9%     | 1.3%                     | 4.8%                         | 64.9%                 |
| 2004   | 242.3                    | 29,665                   | 2.7%     | 2.0%                     | 5.5%                         | 64.8%                 |
| 2005   | 254.1                    | 30,890                   | 2.2%     | 2.1%                     | 5.7%                         | 68.3%                 |
| 2006   | 267.8                    | 32,393                   | 3.5%     | 1.8%                     | 5.2%                         | 67.0%                 |
| 2007   | 284.0                    | 34,234                   | 3.7%     | 2.2%                     | 4.9%                         | 64.7%                 |
| 2008   | 293.8                    | 35,301                   | 1.5%     | 3.2%                     | 4.1%                         | 68.4%                 |
| 2009   | 288.0                    | 34,531                   | −3.8%    | 0.4%                     | 5.3%                         | 79.6%                 |
| 2010   | 295.9                    | 35,390                   | 1.8%     | 1.7%                     | 4.8%                         | 82.4%                 |
| 2011   | 310.1                    | 36,971                   | 2.9%     | 3.5%                     | 4.6%                         | 82.2%                 |
| 2012   | 318.7                    | 37,816                   | 0.7%     | 2.6%                     | 4.9%                         | 81.6%                 |
| 2013   | 323.9                    | 38,209                   | 0.0%     | 2.1%                     | 5.3%                         | 81.0%                 |
| 2014   | 333.1                    | 38,992                   | 0.7%     | 1.5%                     | 5.6%                         | 83.8%                 |
| 2015   | 344.3                    | 39,893                   | 1.1%     | 0.8%                     | 5.7%                         | 84.3%                 |
| 2016   | 356.2                    | 40,760                   | 2.0%     | 1.0%                     | 6.0%                         | 83.7%                 |
| 2017   | 369.9                    | 41,964                   | 2.6%     | 2.2%                     | 5.5%                         | 78.8%                 |
| 2018   | 387.4                    | 43,598                   | 2.7%     | 2.1%                     | 4.9%                         | 74.2%                 |